# Liste der Mitglieder der Deutschen Akademie der Naturforscher Leopoldina/1655
Die Liste der Mitglieder der Deutschen Akademie der Naturforscher Leopoldina für 1655 enthält alle Personen, die im Jahr 1655 zum Mitglied ernannt wurden. Insgesamt gab es zwei neu gewählte Mitglieder.

## Mitglieder
| Nr. | Name                | Beiname    | Geboren       | Aufnahme | Gestorben     | Bild                |
| --- | ------------------- | ---------- | ------------- | -------- | ------------- | ------------------- |
| 15  | Johann Daniel Horst | Phoenix I. | 14. Okt. 1616 | 30. Dez. | 27. Jan. 1685 | Johann Daniel Horst |
| 16  | Johannes Adam Stör  |            |               | 30. Dez. | 1675          |                     |